# Andrade Cien Almas
Manuel Alfonso Andrade Oropeza (sinh ngày 3 tháng 11 năm 1989) là một đô vật chuyên nghiệp người México hiện đang ký hợp đồng với WWE, biểu diễn trên thương hiệu SmackDown, dưới dưới cái tên trên võ đài Andrade "Cien" Almas, và là một cựu Nhà vô địch NXT một lần. Trước đó, anh đã làm việc cho Consejo Mundial de Lucha Libre (CMLL) từ năm 2007 đến năm 2015 dưới tên gọi La Sombra (tiếng Tây Ban Nha nghĩa là "Hắc ám").
Andrade đã ra mắt đấu vật chuyên nghiệp một tháng trước sinh nhật lần thứ 14 của mình và cái tên làm việc ban đầu là Brillante Jr. Năm 2007, anh bắt đầu làm việc cho CMLL với tư cách La Sombra và được gặp thành công khi giành được giải 2007 Torneo Gran Alternativa, 2011 Chức vô địch Toàn Cầu và tại một thời điểm, ông là một nhà vô địch có 3 danh hiệu chức vô địch quốc gia México, NWA World Historic Welterweight Championship và Đai Đồng đội CMLL cùng một lúc. Anh cũng tham gia New Japan Pro Wrestling, nơi anh từng là cựu vô địch Nhà vô địch Liên Lục Địa IWGP. Trong khi làm việc với cái tên La Sombra, Andrade là một trong những thành viên sáng lập của nhóm đấu vật Los Ingobernables ("The Ungovernables") và giành được các mặt nạ của El Felino, Olímpico và Volador Jr. bằng cách đánh bại họ trong trận đấu Lucha de Apuestas trước khi mất mặt nạ riêng vào tay Atlantis.